# Cocculus pendulus
Cocculus pendulus är en tvåhjärtbladig växtart som först beskrevs av Johann Reinhold Forster och G. Forst., och fick sitt nu gällande namn av Friedrich Ludwig Diels. Cocculus pendulus ingår i släktet Cocculus och familjen Menispermaceae. Inga underarter finns listade i Catalogue of Life.